# 黄额燕
黄额燕（学名：[Petrochelidon fluvicola] 错误：{{Lang}}：文本有斜体标记（帮助）），是雀形目燕科的一种鸟类。

## 特征
黄额燕体重约9.7克，翼长约92.5毫米，嘴峰长约8.5毫米，喙宽度约3毫米，喙厚度约2.2毫米，跗蹠长约10.5毫米，尾长约45.5毫米。黄额燕是部分迁徙的鸟类，其栖息在开放的灌木丛中，食性为肉食性，主要食物来源是陆生无脊椎动物。

## 分布
阿富汗东北部至巴基斯坦北部和印度半岛。